# Ройтте (округ)
Бецирк Ройтте — округ Австрійської федеральної землі Тіроль. 

## Адміністративний поділ
Округ поділено на 37 громад:
- Бах (687)
- Берванг (585)
- Бібервір (632)
- Біхльбах (795)
- Брайтенванг (1,532)
- Еенбіхль (810)
- Ервальд (2,581)
- Ельбігенальп (863)
- Ельмен (375)
- Форхах (296)
- Грен (580)
- Грамайс (54)
- Гезельгер (667)
- Гайтерванг (511)
- Гінтергорнбах (98)
- Гефен (1,267)
- Гольцгау (439)
- Юнггольц (308)
- Кайзерс (70)
- Лехашау (2,044)
- Лермоос (1,113)
- Музау (398)
- Намлос (88)
- Нессельвенгле (420)
- Пфаффлар (125)
- Пфлах (1,263)
- Пінсванг (416)
- Ройтте (6,054)
- Шаттвальд (427)
- Штанцах (416)
- Штег (689)
- Таннгайм (1,045)
- Фільс (1,482)
- Фордергорнбах (261)
- Венгле (848)
- Вайсенбах-ам-Лех (1,280)
- Цеблен (239)

## Демографія
Населення округу за роками за даними статистичного бюро Австрії

## Виноски
1. ↑  Statistik Austria

| Австрія | Це незавершена стаття з географії Австрії. Ви можете допомогти проєкту, виправивши або дописавши її. |